# De Bruyère C 1
Pour les articles homonymes, voir Bruyère (homonymie).

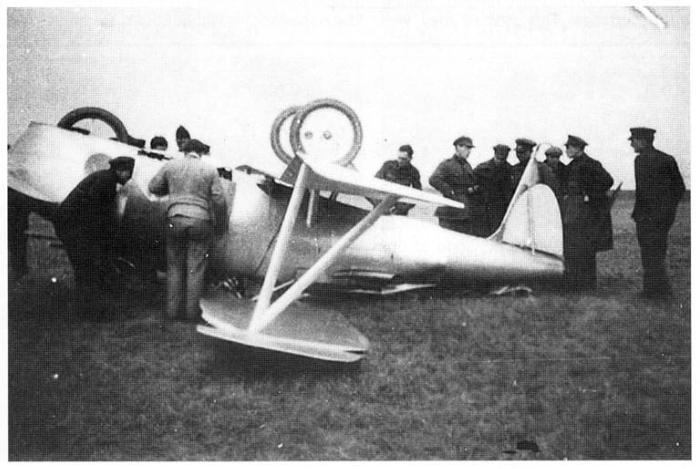
De Bruyère C.1 après son accident.

Le De Bruyère C.1 est un prototype de chasseur canard français monoplace doté d'une hélice propulsive. Il était de conception inhabituelle produit pendant la Première Guerre mondiale. Le seul exemple construit s'est écrasé lors de son premier vol et le développement a pris fin.